# Campionato mondiale femminile under 20 di calcio 2016
Il Campionato mondiale femminile under 20 di calcio 2016, ottava edizione della manifestazione riservata alle formazioni nazionali al di sotto dei 20 anni di età, si è disputata in Papua Nuova Guinea dal 13 novembre al 3 dicembre 2016. La Germania era la squadra campione in carica. La Corea del Nord ha vinto il torneo, battendo in finale la Francia.

## Scelta del paese organizzatore
Alla scadenza di maggio 2013, per l'organizzazione del torneo si erano originariamente candidate tre nazioni, Irlanda, Norvegia e Sudafrica, con quest'ultima scelta dal Comitato Esecutivo FIFA nella riunione del 5 dicembre 2013.
Tuttavia il Sudafrica ha successivamente rinunciato, dandone comunicazione alla riunione del Comitato Esecutivo FIFA prima del campionato mondiale di calcio 2014 (maschile).
La FIFA fu quindi costretta a emettere una nuova richiesta di candidatura ricevendo riscontro da parte delle federazioni di Papua Nuova Guinea e Svezia. La Papua Nuova Guinea venne scelta dal Comitato Esecutivo FIFA nella riunione del 20 marzo 2015.

## Stadi
Una delegazione FIFA visitò i seguenti quattro stadi nell'aprile 2015: Sir Hubert Murray Stadium, Sir John Guise Stadium, Lloyd Robson Oval (National Football Stadium) e Bisini Sports Complex, tutti collocati a Port Moresby. Gli stessi quattro impianti sportivi vennero sottoposti alla FIFA per l'approvazione nell'ottobre 2015. L'approvazione finale interessò i seguenti quattro stadi:
| Port Moresby | Port Moresby           | Port Moresby              | Port Moresby         | Port Moresby    |
| ------------ | ---------------------- | ------------------------- | -------------------- | --------------- |
| Port Moresby | Sir John Guise Stadium | National Football Stadium | PNG Football Stadium | Bava Park       |
| Port Moresby | Capienza: 15,000       | Capienza: 14,800          | Capienza: 5,000      | Capienza: 5,000 |

## Squadre qualificate
Per la fase finale si sono qualificate un totale di sedici squadre. Oltre a Papua Nuova Guinea, che si è qualificata automaticamente come nazione ospitante, le altre 15 squadre si sono qualificate tramite tornei continentali separati. L'assegnazione di bande orarie è stata pubblicata nel giugno 2014.
| Confederazione                            | Torneo di qualificazione               | Qualificata/e                         |
| ----------------------------------------- | -------------------------------------- | ------------------------------------- |
| AFC (Asia)                                | Campionato asiatico Under-19 2015      | Corea del Nord Corea del Sud Giappone |
| CAF (Africa)                              | Campionato africano Under-20 2015      | Ghana Nigeria                         |
| CONCACAF (Nord, Centro America & Caraibi) | Campionato nordamericano Under-20 2015 | Canada Messico Stati Uniti            |
| CONMEBOL (Sud America)                    | Campionato sudamericano Under-20 2015  | Brasile Venezuela1                    |
| OFC (Oceania)                             | Nazione ospitante                      | Papua Nuova Guinea1                   |
| OFC (Oceania)                             | Campionato oceaniano Under-20 2015     | Nuova Zelanda                         |
| UEFA (Europa)                             | Campionato europeo Under-19 2015       | Francia Germania Spagna Svezia        |

1: Squadre al debutto nel torneo.

## Fase a gironi
Accedono ai quarti di finale le prime due classificate di ciascun girone. Per determinare le posizioni in classifica delle squadre sono presi in considerazione, nell'ordine, i seguenti criteri:
1. maggior numero di punti conquistati;
2. miglior differenza reti globale;
3. maggior numero di reti realizzate.

Se continua a permanere la parità tra due o più squadre, i seguenti ulteriori criteri sono presi in considerazione:
1. maggiore numero di punti negli scontri diretti tra le squadre interessate;
2. miglior differenza reti negli scontri diretti tra le squadre interessate;
3. maggior numero di reti realizzate negli scontri diretti tra le squadre interessate;
4. maggior numero di reti nella classifica del fair play:
  - primo cartellino giallo: 1 punto in meno;
  - cartellino rosso da somma di ammonizioni: 3 punti in meno;
  - cartellino rosso diretto: 4 punti in meno;
  - cartellino giallo e cartellino rosso diretto: 5 punti in meno;
5. sorteggio da parte del FIFA Organising Committee.

### Gruppo A

#### Classifica
| Pos. | Squadra            | Pt | G | V | N | P | GF | GS | DR  |
| ---- | ------------------ | -- | - | - | - | - | -- | -- | --- |
| 1.   | Corea del Nord     | 9  | 3 | 3 | 0 | 0 | 13 | 3  | +10 |
| 2.   | Brasile            | 4  | 3 | 1 | 1 | 1 | 12 | 5  | +7  |
| 3.   | Svezia             | 4  | 3 | 1 | 1 | 1 | 7  | 3  | +4  |
| 4.   | Papua Nuova Guinea | 0  | 3 | 0 | 0 | 3 | 1  | 22 | -21 |

#### Risultati
| Arbitro: | Melissa Borjas |

|  |           |                                   |
|  | Marcatori | 25’ Ri Hyang-sim 48’ Kim So-hyang |

| Arbitro: | Katalin Kulcsár |

|  |           |                                                                                             |
|  | Marcatori | 6’ Duda 11’, 70’ Gabi Nunes 17’ (rig.), 24’ Brena 45+1’, 66’ Yasmin 45+3’ Katrine 49’ Geyse |

| Arbitro: | Riem Hussein |

|                                                                           |           |                                 |
| U Sol-gyong 20’ Ri Hyang-sim 35’ Carla 40’ (aut.) Jon So-yon 45+6’ (rig.) | Marcatori | 29’ Gabi Nunes 51’ (rig.) Brena |

| Arbitro: | Aye Thein |

|  |           |                                                         |
|  | Marcatori | 8’, 43’, 58’, 72’ Blackstenius 75’ Kaneryd 82’ Anvegård |

| Arbitro: | Yercinia Correa |

|                                                                                                 |           |           |
| Ri Un-sim 7’ Kim So-hyang 37’, 45+4’, 53’ Ju Hyo-sim 45+3’ Wi Jong-sim 65’ Sung Hyang-sim 90+1’ | Marcatori | 16’ Ageva |

| Arbitro: | Qin Liang |

|                |           |                  |
| Gabi Nunes 31’ | Marcatori | 14’ Blackstenius |

### Gruppo B

#### Classifica
| Pos. | Squadra  | Pt | G | V | N | P | GF | GS | DR  |
| ---- | -------- | -- | - | - | - | - | -- | -- | --- |
| 1.   | Giappone | 6  | 3 | 2 | 0 | 1 | 11 | 1  | +10 |
| 2.   | Spagna   | 6  | 3 | 2 | 0 | 1 | 7  | 2  | +5  |
| 3.   | Nigeria  | 6  | 3 | 2 | 0 | 1 | 5  | 8  | -3  |
| 4.   | Canada   | 0  | 3 | 0 | 0 | 3 | 1  | 13 | -12 |

#### Risultati
| Arbitro: | Qin Liang |

|                                                      |           |  |
| Mariona 2’ L. García 30’, 90+5’ Aitana 58’ Patri 87’ | Marcatori |  |

| Arbitro: | Quetzalli Alvarado |

|                                         |           |  |
| Momiki 34’, 51’, 56’ Ueno 37’, 62’, 82’ | Marcatori |  |

| Arbitro: | Marianela Araya Cruz |

|                    |           |  |
| Mariona 81’ (rig.) | Marcatori |  |

| Arbitro: | Sara Persson |

|                                            |           |           |
| Uchendu 45+1’ (rig.) Bokiri 46’ Ihezuo 73’ | Marcatori | 15’ Carle |

| Arbitro: | Melissa Borjas |

|                          |           |         |
| Onyebuchi 12’ Ihezuo 72’ | Marcatori | 7’ Alba |

| Arbitro: | Fatou Thioune |

|  |           |                                                   |
|  | Marcatori | 26’, 51’ Hasegawa 42’ Ueno 47’ Hayashi 73’ Sugita |

### Gruppo C

#### Classifica
| Pos. | Squadra       | Pt | G | V | N | P | GF | GS | DR |
| ---- | ------------- | -- | - | - | - | - | -- | -- | -- |
| 1.   | Stati Uniti   | 5  | 3 | 1 | 2 | 0 | 4  | 2  | +2 |
| 2.   | Francia       | 5  | 3 | 1 | 2 | 0 | 4  | 2  | +2 |
| 3.   | Nuova Zelanda | 3  | 3 | 1 | 0 | 2 | 2  | 5  | -3 |
| 4.   | Ghana         | 2  | 3 | 0 | 2 | 1 | 3  | 4  | -1 |

#### Risultati
| Port Moresby 14 novembre 2016, ore 16:00 UTC+10 | Francia       | 0 – 0 referto | Stati Uniti | PNG Football Stadium (2 033 spett.)\| Arbitro: \| Casey Reibelt \| |
| Arbitro:                                        | Casey Reibelt |               |             |                                                                    |

| Arbitro: | Monika Mularczyk |

|  |           |                 |
|  | Marcatori | 89’ Christensen |

| Arbitro: | Quetzalli Alvarado |

|                              |           |                             |
| D. Cascarino 30’ Matéo 90+5’ | Marcatori | 44’ Owusu-Ansah 65’ Ayieyam |

| Arbitro: | Thérèse Neguel |

|             |           |                             |
| Coombes 76’ | Marcatori | 3’ Sanchez 8’ Pugh 82’ Watt |

| Arbitro: | Silvia Reyes |

|  |           |                     |
|  | Marcatori | 17’ Léger 47’ Matéo |

| Arbitro: | Sara Persson |

|          |           |                   |
| Pugh 22’ | Marcatori | 20’ (aut.) Murphy |

### Gruppo D

#### Classifica
| Pos. | Squadra       | Pt | G | V | N | P | GF | GS | DR |
| ---- | ------------- | -- | - | - | - | - | -- | -- | -- |
| 1.   | Germania      | 9  | 3 | 3 | 0 | 0 | 8  | 1  | +7 |
| 2.   | Messico       | 6  | 3 | 2 | 0 | 1 | 5  | 5  | 0  |
| 3.   | Corea del Sud | 3  | 3 | 1 | 0 | 2 | 3  | 4  | -1 |
| 4.   | Venezuela     | 0  | 3 | 0 | 0 | 3 | 3  | 9  | -6 |

#### Risultati
| Arbitro: | Finau Vulivuli |

|                           |           |                |
| Gier 2’, 45’ Schüller 51’ | Marcatori | 26’ Speckmaier |

| Arbitro: | Jana Adámková |

|                           |           |  |
| Crowther 56’ Palacios 89’ | Marcatori |  |

| Arbitro: | Silvia Reyes |

|                              |           |  |
| Sanders 48’, 85’ Matheis 67’ | Marcatori |  |

| Arbitro: | Katalin Kulcsár |

|                                                            |           |  |
| Namgung Ye Ji 77’ (rig.) Han Chae Rin 80’ Kim Seong Mi 90’ | Marcatori |  |

| Arbitro: | Marianela Araya Cruz |

|  |           |                           |
|  | Marcatori | 13’ Orschmann 25’ Sanders |

| Arbitro: | Monika Mularczyk |

|                       |           |                                  |
| García 55’ Moreno 83’ | Marcatori | 4’, 10’ Palacios 53’ T. González |

## Fase finale

### Tabellone
|  | Quarti di finale     | Quarti di finale |                      |          | Semifinali                | Semifinali                |  |  | Finale     | Finale |
|  |                      |                  |                      |          |                           |                           |  |  |            |        |
|  | 24 novembre          |                  |                      |          |                           |                           |  |  |            |        |
|  |                      |                  |                      |          |                           |                           |  |  |            |        |
|  | Corea del Nord (dts) | 3                |                      |          |                           |                           |  |  |            |        |
|  | Corea del Nord (dts) | 3                | 29 novembre          |          |                           |                           |  |  |            |        |
|  | Spagna               | 2                |                      |          |                           |                           |  |  |            |        |
|  | Spagna               | 2                | Corea del Nord (dts) | 2        |                           |                           |  |  |            |        |
|  | 25 novembre          |                  | Corea del Nord (dts) | 2        |                           |                           |  |  |            |        |
|  |                      | Stati Uniti      | 1                    |          |                           |                           |  |  |            |        |
|  | Stati Uniti          | Stati Uniti      | 1                    | 2        |                           |                           |  |  |            |        |
|  | Stati Uniti          |                  | 3 dicembre           | 2        |                           |                           |  |  |            |        |
|  | Messico              | 1                |                      |          |                           |                           |  |  |            |        |
|  | Messico              | 1                | Corea del Nord       | 3        |                           |                           |  |  |            |        |
|  | 24 novembre          |                  | Corea del Nord       | 3        |                           |                           |  |  |            |        |
|  |                      | Francia          | 1                    |          |                           |                           |  |  |            |        |
|  | Giappone             | Francia          | 1                    | 3        |                           |                           |  |  |            |        |
|  | Giappone             | 29 novembre      |                      | 3        |                           |                           |  |  |            |        |
|  | Brasile              | 1                |                      |          |                           |                           |  |  |            |        |
|  | Brasile              | 1                | Giappone             | 1        | Finale per il terzo posto | Finale per il terzo posto |  |  |            |        |
|  | 25 novembre          |                  | Giappone             | 1        | Finale per il terzo posto | Finale per il terzo posto |  |  |            |        |
|  |                      | Francia (dts)    | 2                    |          |                           |                           |  |  |            |        |
|  | Germania             | Francia (dts)    | 2                    | 0        | Stati Uniti               | 0                         |  |  |            |        |
|  | Germania             |                  |                      | 0        | Stati Uniti               | 0                         |  |  |            |        |
|  | Francia              | 1                |                      | Giappone | 1                         |                           |  |  |            |        |
|  | Francia              | 1                |                      |          | 1                         |                           |  |  |            |        |
|  |                      |                  |                      |          |                           |                           |  |  | 3 dicembre |        |
|  |                      |                  |                      |          |                           |                           |  |  |            |        |

### Quarti di finale
| Arbitro: | Casey Reibelt |

|                                                     |           |                             |
| Ju Hyo-sim 18’ Ri Hyang-sim 30’ Kim Phyong-hwa 106’ | Marcatori | 38’ N. García 63’ L. García |

| Arbitro: | Jana Adámková |

|                                 |           |                         |
| Moriya 45+2’ Matsubara 50’, 68’ | Marcatori | 90+1’ (rig.) Gabi Nunes |

| Arbitro: | Riem Hussein |

|                      |           |             |
| Watt 81’ Hedge 90+3’ | Marcatori | 66’ Sánchez |

| Arbitro: | Quetzalli Alvarado |

|  |           |                  |
|  | Marcatori | 16’ D. Cascarino |

### Semifinali
| Arbitro: | Katalin Kulcsar |

|                                          |           |            |
| Jon So-yon 50’ (rig.) Ri Hyang-sim 90+1’ | Marcatori | 89’ Jacobs |

| Arbitro: | Melissa Borjas |

|                    |           |                        |
| Momiki 109’ (rig.) | Marcatori | 99’ Matéo 101’ Gathrat |

### Finale per il terzo posto
| Arbitro: | Qin Liang |

|  |           |          |
|  | Marcatori | 87’ Ueno |

### Finale
| Arbitro: | Jana Adámková |

|                                                          |           |            |
| Wi Jong-sim 30’ Kim Phyong-hwa 55’ Jon So-yon 87’ (rig.) | Marcatori | 17’ Geyoro |

## Classifica marcatrici
| Gol |  |  | Giocatore          | Squadra        |
| --- |  |  | ------------------ | -------------- |
| 5   |  |  | Stina Blackstenius | Svezia         |
| 5   |  |  | Gabi Nunes         | Brasile        |
| 5   |  |  | Mami Ueno          | Giappone       |
| 4   |  |  | Kim So-hyang       | Corea del Nord |
| 3   |  |  | Ri Hyang-sim       | Corea del Nord |
| 4   |  |  | Yūka Momiki        | Giappone       |
| 3   |  |  | Brena              | Brasile        |
| 3   |  |  | Jon So-yon         | Corea del Nord |
| 3   |  |  | Clara Matéo        | Francia        |
| 3   |  |  | Stefanie Sanders   | Germania       |
| 3   |  |  | Kiana Palacios     | Messico        |
| 3   |  |  | Lucía García       | Spagna         |

## Premi
Al termine del torneo sono stati assegnati questi premi:
| Pallone d'oro         | Pallone d'argento | Pallone di bronzo  |
| --------------------- | ----------------- | ------------------ |
| Hina Sugita           | Kim So-hyang      | Delphine Cascarino |
| Scarpa d'oro          | Scarpa d'argento  | Scarpa di bronzo   |
| Mami Ueno             | Gabi Nunes        | Stina Blackstenius |
| 5 reti, 2 assist      | 5 reti, 1 assist  | 5 reti             |
| Guanto d'oro          |                   |                    |
| Mylène Chavas         |                   |                    |
| Premio Fair Play FIFA |                   |                    |
| Giappone              |                   |                    |